# Jarosław Kowalczyk
Jarosław Kowalczyk, né le 23 avril 1989, est un coureur cycliste polonais. Il est notamment membre de l'équipe BDC Marcpol de 2012 à 2014.

## Palmarès
- 2008
  - 2e du championnat de Pologne de poursuite par équipes
- 2010
  - 3e du championnat de Pologne sur route espoirs
- 2011
  - 1re étape du Puchar Bałtyku
  - 3e étape du Dookoła Mazowsza
  - 3e de la Carpathia Couriers Path
  - 3e du Puchar Bałtyku
  - 3e du Dookoła Mazowsza
- 2012
  - 3e étape du Dookoła Mazowsza
- 2013
  - 4e étape du Dookoła Mazowsza (contre-la-montre par équipes)
- 2014
  - Tour de Serbie :
    - Classement général
    - 2e étape

## Classements mondiaux
| Année           | 2011 | 2012 | 2013 | 2014 |
| --------------- | ---- | ---- | ---- | ---- |
| UCI Europe Tour | 512e | 903e | 761e | 194e |